# Lord Reay
Señor de Rey es el título que hereda el Jefe del Clan Mackay, es un título en la dignidad de par de Escocia.El País de Reay abarca las tierras en Strathnaver y noroeste Sutherland.El terreno fue vendido a los condes de Sutherland en el siglo XVIII. Señor Reay también se refiere a un mago legendario en el folklore de Caithness.
El título fue creado en 1628 por el soldado Sir Donald Mackay, 1.er Baron. Ya tenía el año anterior había creado un baronazgo en Farr, en el Baronazgo de Nueva Escocia. Fue sucedido por su hijo, el segundo Señor, que luchó como un realista en la Guerra Civil. A la muerte de su bisnieto, el noveno Señor, la línea del hijo mayor del segundo Señor falló. El difunto Señor fue sucedido por su pariente, el décimo Señor. Él era el hijo de Barthold John Christian Mackay (que había sido creado Baron Mackay de Ophemert y Zennewijnen en Holanda en 1822), bisnieto del Exelentisimo Eneas Mackay, un general de brigada en el ejército holandés y el segundo hijo de la segundo Señor. Señor Reay era un ciudadano holandés y sirvió como ministro del gobierno de los Países Bajos. Su hijo, el undécimo Señor, se convirtió en un ciudadano británico en 1877 y cuatro años más tarde fue creado Barón Reay, de Durness en el condado de Sutherland, en la dignidad de par del Reino Unido. Señor Reay fue más tarde gobernador de Bombay, Subsecretario de Estado para la India en la administración liberal de Lord Rosebery y señor teniente de Roxburghshire.

## Señor de Reay
| Número | Nombre                  | Fecha de Nacimiento | Inicio de Mandato | Fin de Mandato y Muerte |
| ------ | ----------------------- | ------------------- | ----------------- | ----------------------- |
| 1      | Donald Mackay           | 1591                | 1628              | 1649                    |
| 2      | John Mackay             | ?                   | 1628              | 1681                    |
| 3      | George Mackay           | 1678                | 1681              | 1748                    |
| 4      | Donald Mackay           | ?                   | 1748              | 1761                    |
| 5      | George Mackay           | 1735                | 1761              | 1768                    |
| 6      | Hugh Mackay             | ?                   | 1768              | 1797                    |
| 7      | Eric Mackay             | 1773                | 1797              | 1847                    |
| 8      | Alexander Mackay        | 1775                | 1847              | 1863                    |
| 9      | Eric Mackay             | 1813                | 1863              | 1875                    |
| 10     | Aeaneas Mackay          | 1839                | 1875              | 1876                    |
| 11     | Donald James Mackay     | 1839                | 1876              | 1921                    |
| 12     | Eric Mackay             | 1870                | 1921              | 1921                    |
| 13     | Aeneas Alexander Mackay | 1905                | 1921              | 1963                    |
| 14     | Hugh William Mackay     | 1937                | 1963              | 2013                    |
| 15     | Aeneas Simon Mackay     | 1965                | 2013              | Actualmente en el cargo |

- Datos: Q3836780